# Leonid Buriak
Leonid Yósypovych Buriak (en ucraniano: Леонід Йосипович Буряк; n. 10 de julio de 1953, Odesa) es un exfutbolista y entrenador ucraniano. Desarrolló gran parte de su carrera en el FC Dynamo Kiev y fue internacional con la Unión Soviética.

## Carrera profesional
Buriak jugó para varios equipos en la Unión Soviética, especialmente para el Dynamo Kiev, con quien disputó más de 300 partidos oficiales de liga, convirtiéndose en uno de los jugadores con más partidos disputados en la historia del club ucraniano.
Tras finalizar su carrera como futbolista inició su etapa como entrenador. Dirigió a la selección de Ucrania entre 2002 y 2003. También dirigió al Arsenal Tula y a sus exequipos del Dinamo Kiev y Chornomorets Odessa.

## Selección nacional
Buriak, de origen judío, fue centrocampista de la selección nacional de fútbol de la Unión Soviética y compitió en los Juegos Olímpicos de Montreal 1976, en los que ganó una medalla de bronce. En 1979 Buryak jugó dos partidos para Ucrania en el Spartakiada de los Pueblos de la URSS.

## Palmarés

### Como jugador

#### Torneos nacionales
| Título                     | Club                  | País            | Año  |
| -------------------------- | --------------------- | --------------- | ---- |
| Soviet Top Liga            | FC Dynamo Kiev        | Unión Soviética | 1974 |
| Copa de la Unión Soviética | FC Dynamo Kiev        | Unión Soviética | 1974 |
| Soviet Top Liga            | FC Dynamo Kiev        | Unión Soviética | 1975 |
| Soviet Top Liga            | FC Dynamo Kiev        | Unión Soviética | 1977 |
| Copa de la Unión Soviética | FC Dynamo Kiev        | Unión Soviética | 1978 |
| Soviet Top Liga            | FC Dynamo Kiev        | Unión Soviética | 1980 |
| Supercopa                  | FC Dynamo Kiev        | Unión Soviética | 1980 |
| Soviet Top Liga            | FC Dynamo Kiev        | Unión Soviética | 1981 |
| Copa de la Unión Soviética | FC Dynamo Kiev        | Unión Soviética | 1982 |
| Copa de la Unión Soviética | FC Torpedo Moscú      | Unión Soviética | 1986 |
| Copa de la Unión Soviética | F. C. Metalist Járkov | Unión Soviética | 1988 |

#### Torneos internacionales
| Título              | Club*           | Sede     | Año  |
| ------------------- | --------------- | -------- | ---- |
| Recopa de Europa    | FC Dynamo Kiev  | Basilea  | 1975 |
| Supercopa de Europa | FC Dynamo Kiev  | Kiev     | 1975 |
| Bronce en los JJOO  | Unión Soviética | Montreal | 1976 |

## Premios

### Ballon d'Or
- 1975 – 23.º[7]